# 胡佛村

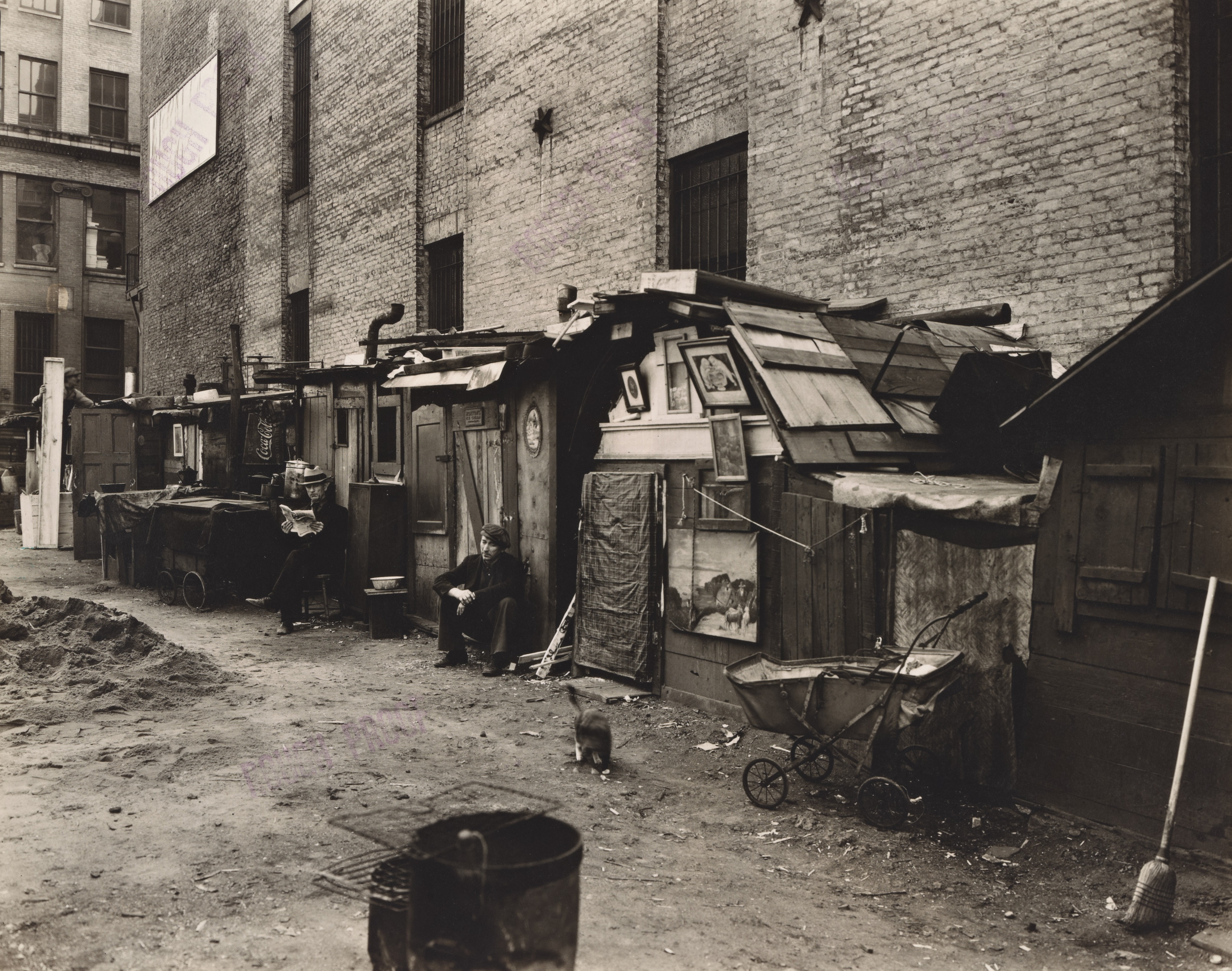
West Houston & Mercer St.上的棚屋和失业者，Berenice Abbott 1935年摄于曼哈顿

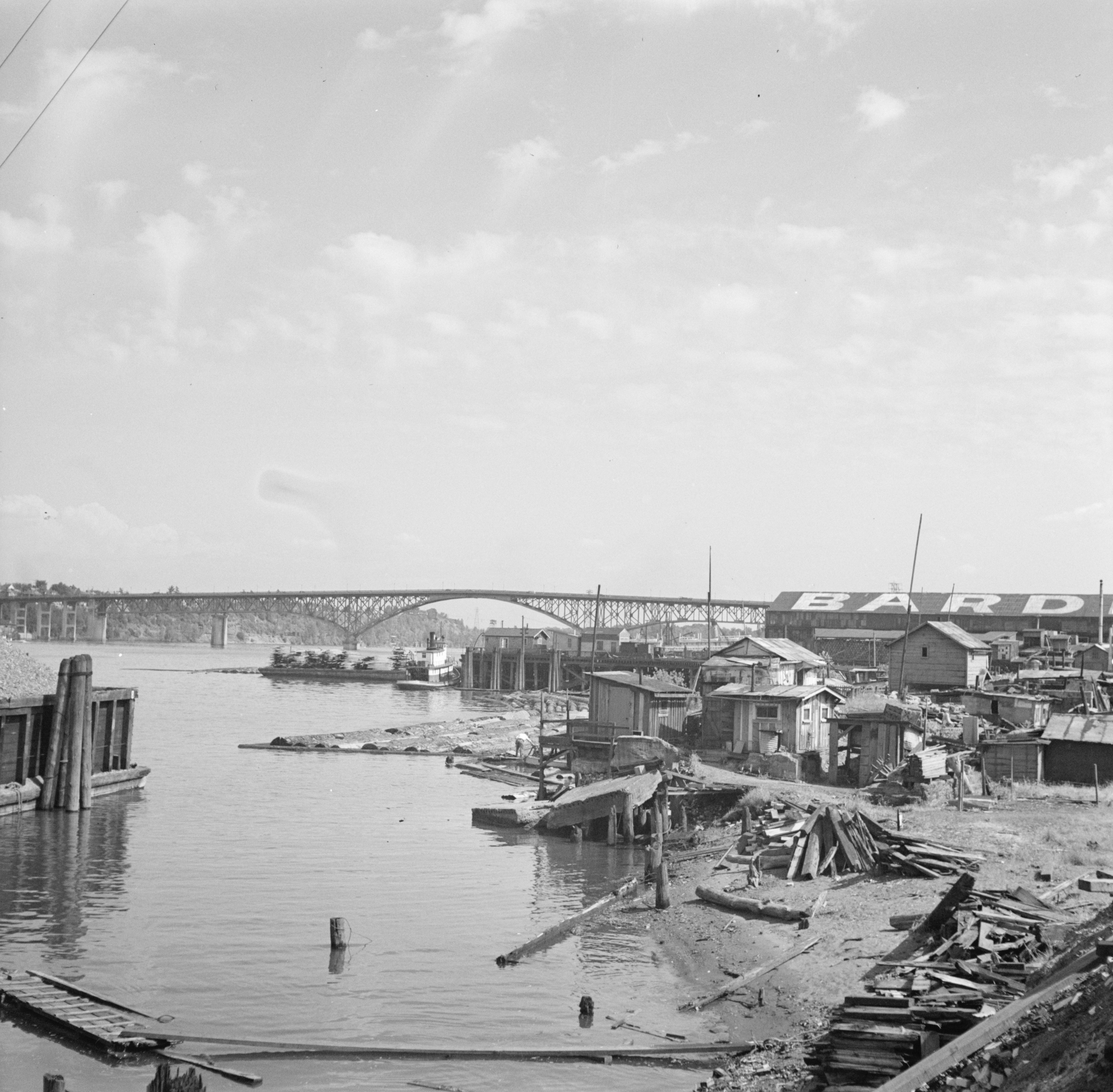
俄勒冈州波特兰市附近的胡佛村

胡佛村（英語：Hooverville）是大萧条期间美国无家可归者修建的棚户区。胡佛村的名字来源于大萧条初期时任美国总统的赫伯特·胡佛，而大萧条也被广泛地归咎于他。该词由民主党全国委员会的宣传主管查尔斯·迈克尔逊提出。在1930年代，数以百计的胡佛村遍布全国，有成千上万的人居住在这些贫民窟中。

## 背景
无家可归这一社会问题在美国早在1929年大萧条前就已是个普遍存在的现象。在当时，大多数的大城市都有专门用于接纳流浪汉的公寓。但住房问题由于大萧条期间经济急转直下而显著恶化，流浪者们只得另建新屋。这些棚屋往往被他们建在免费食物发放点附近。虽然这些房屋常会侵犯一些人的私有土地，但其拥有者一般会无视并容忍这些棚屋的存在。
对于这些流浪者来说，资源与技术往往是稀缺的——只有少数熟悉建筑的人能用石头建造住所，而大多数人只能四处寻找木材、纸板、废金属等材料盖建简易的房屋。这些屋子通常只有小型火炉、床上用品和一些简单的烹饪工具作为家具。胡佛村里的失业居民大多都向公共慈善机构寻求救助或乞讨食物以维持生计。
民主党以胡佛命名了很多当时与贫困有关的东西，比如"胡佛毯"（保暖用的旧报纸）、"胡佛旗"（把空口袋内外翻转）、"胡佛革"（鞋底烂穿时用于修复的纸板）、"胡佛马车"则是由马拉动的汽车（意指当时很多人已经失去了支付燃料费用的能力）。
在1940年经济复苏后失业率下降，政府便得以拆除了所有的胡佛村。

## 著名的胡佛村

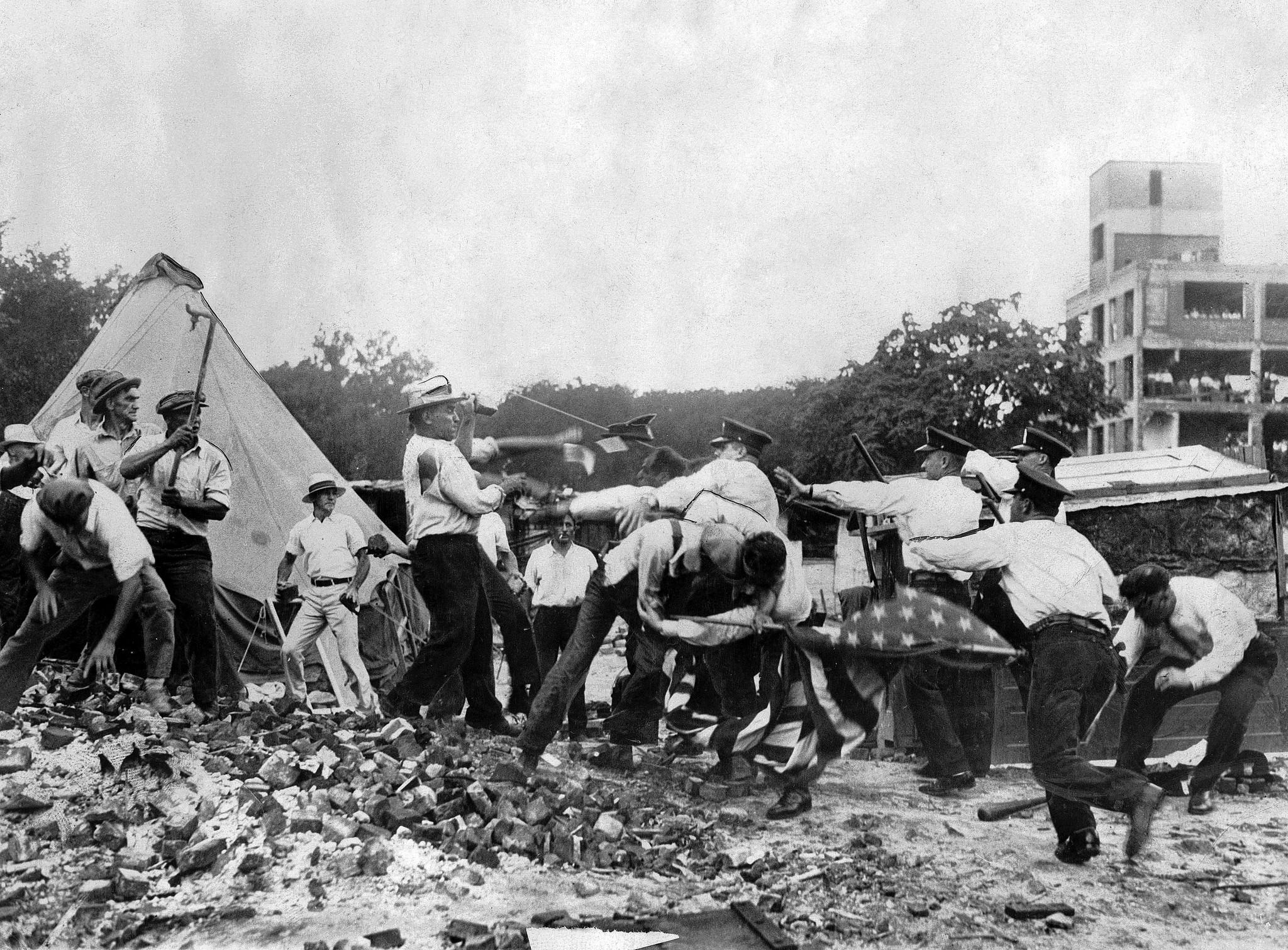
酬恤金进军事件的示威者与警察对峙

在1930年代全美数百个胡佛村中，比较著名的胡佛村如下：
- 华盛顿特区，阿纳科斯蒂亚（英语：Anacostia）：酬恤金进军事件中，寻求更多福利的第一次世界大战退伍军人在1932年建立了一个胡佛村。这些人当中很多通过非法搭乘货运列车行至此地加入运动，[7]最多的时候有15,000人生活在这里。[8]这一营地最终被道格拉斯·麦克阿瑟指挥的美国陆军部队拆毁。
- 纽约，中央公园：众多无家可归的家庭在大草坪（英语：Great Lawn and Turtle Pond）上安家，水库已经放空。[9]
- 纽约，河滨公园：棚户区占领了位于72街的河滨公园。[10]
- 西雅图在1930年代有8个胡佛村，[11]其中最大的胡佛村位于西雅图港旁的潮滩上，在1932至1941年间一直存在。[12]
- 圣路易斯拥有1930年全美最大的胡佛村，包括四个不同的区域。圣路易斯的种族混合胡佛村由私人慈善赞助，任命了非官方的市长，创建了自己的教堂和其他社会机构，并一直保持着活跃社区的状态，直到1936年联邦公共事业振兴署给该地区划拨了贫民窟清除资金。[13]